# Impasse Saint-Pierre
Pour les articles homonymes, voir Saint-Pierre.
L'impasse Saint-Pierre est une voie située dans le quartier de Charonne du 20e arrondissement de Paris.

## Situation et accès
L'impasse Saint-Pierre est desservie à proximité par la ligne 9 à la station Buzenval.

## Origine du nom
Cette voie prend son nom en référence humoristique à son débouché sur le passage Dieu et ainsi qu'à sa proximité avec l'impasse Saint-Paul et l'impasse Satan.

## Historique
Cette voie est ouverte sous sa dénomination actuelle en 1863 et classée par un arrêté municipal du 2 juillet 1993.